# Барреа
Барреа (итал. Barrea) — коммуна в Италии, расположена в области Абруццо, подчиняется административному центру Л’Акуила.
Население составляет 771 человек (на 2005 г.), плотность населения составляет 8,86 чел./км². Занимает площадь 87,05 км². Почтовый индекс — 67030. Телефонный код — 0864.
Покровителем коммуны считается святой апостол Фома. Праздник ежегодно празднуется 21 декабря.